# Cain-Sloan
Cain-Sloan Co. Inc. was een warenhuisketen gevestigd in Nashville, Tennessee, Verenigde Staten. 
Het bedrijf werd opgericht in 1903. Het fuseerde in 1955 met Allied Stores en in 1987 nog eens met Dillard's. 

## Geschiedenis
De winkel werd in 1903 in Nashville opgericht door Paul Lowe Sloan, Pat Cain en John E. Cain. Het bedrijf fuseerde in 1955 met Allied Stores Corp. uit New York en bleef onder diens paraplu voordat het in 1987-1988 werd verkocht aan Dillard's en omgedoopt tot Dillard's.
De keten had vier vestigingen: Downtown Nashvilleen in de winkelcentra Hickory Hollow Mall, Rivergate Mall en The Mall at Green Hills.

## Burgerrechtenbeweging
Cain-Sloan was het doelwit van een van de eerste sit-in-protesten door jonge Afro-Amerikanen in Nashville tijdens de burgerrechtenbeweging. Op 5 december 1959 leidde de toekomstige congresafgevaardigde John Lewis een groep studenten die de winkel binnenkwamen met de bedoeling om bij de lunchbalie te gaan zitten. Er werd hen beleefd verzocht te vertrekken, en dat deden ze ook. Na de mars naar het gerechtsgebouw van Nashville in april 1960 en de erkenning door burgemeester Ben West dat de lunchbalies "gedesegregeerd moesten worden", openden Cain-Sloan en andere winkels in het centrum van Nashville hun balies vanaf 10 mei 1960 in stilte voor alle rassen. 

## Verkoop aan Dillard's
In 1987, kort voordat Allied Stores fuseerde met Campeau Corporation, werden de vier Cain-Sloan-winkels in een aparte deal verkocht aan Dillard's. Dillard's betrad Nashville door de drie winkels in de winkelcentra over te nemen, maar sloot de winkel in het stadscentrum in plaats van deze om te bouwen. In 1991 verving Dillard's het voormalige Cain-Sloan door een nieuw gebouw in Hickory Hollow Mall als onderdeel van een uitbreiding van het winkelcentrum.
Sindsdien heeft Dillard's zich uitgebreid in de markt van Nashville door twee nieuwe winkels te openen (in het Bellevue Center en de Cool Springs Galleria) en door de overname van drie voormalige Castner Knott-winkels (in het Donelson Plaza, de Harding Mall en de Murfreesboro's Stones River Mall). Dillard's heeft inmiddels de vestiging in de Stones River Mall herbouwd en de vestigingen in de Harding Mall, het Donelson Plaza, het Bellevue Center en de Hickory Hollow Mall gesloten. Hickory Hollow was de eerste van de omgebouwde vestigingen van Cain-Sloan die sloot, hoewel het oorspronkelijke gebouw al in 1991 werd verlaten.